# Paitobius exiguus
Paitobius exiguus är en mångfotingart som först beskrevs av Meinert F. 1886.  Paitobius exiguus ingår i släktet Paitobius och familjen stenkrypare. Inga underarter finns listade i Catalogue of Life.